# Різдвяна ялинка

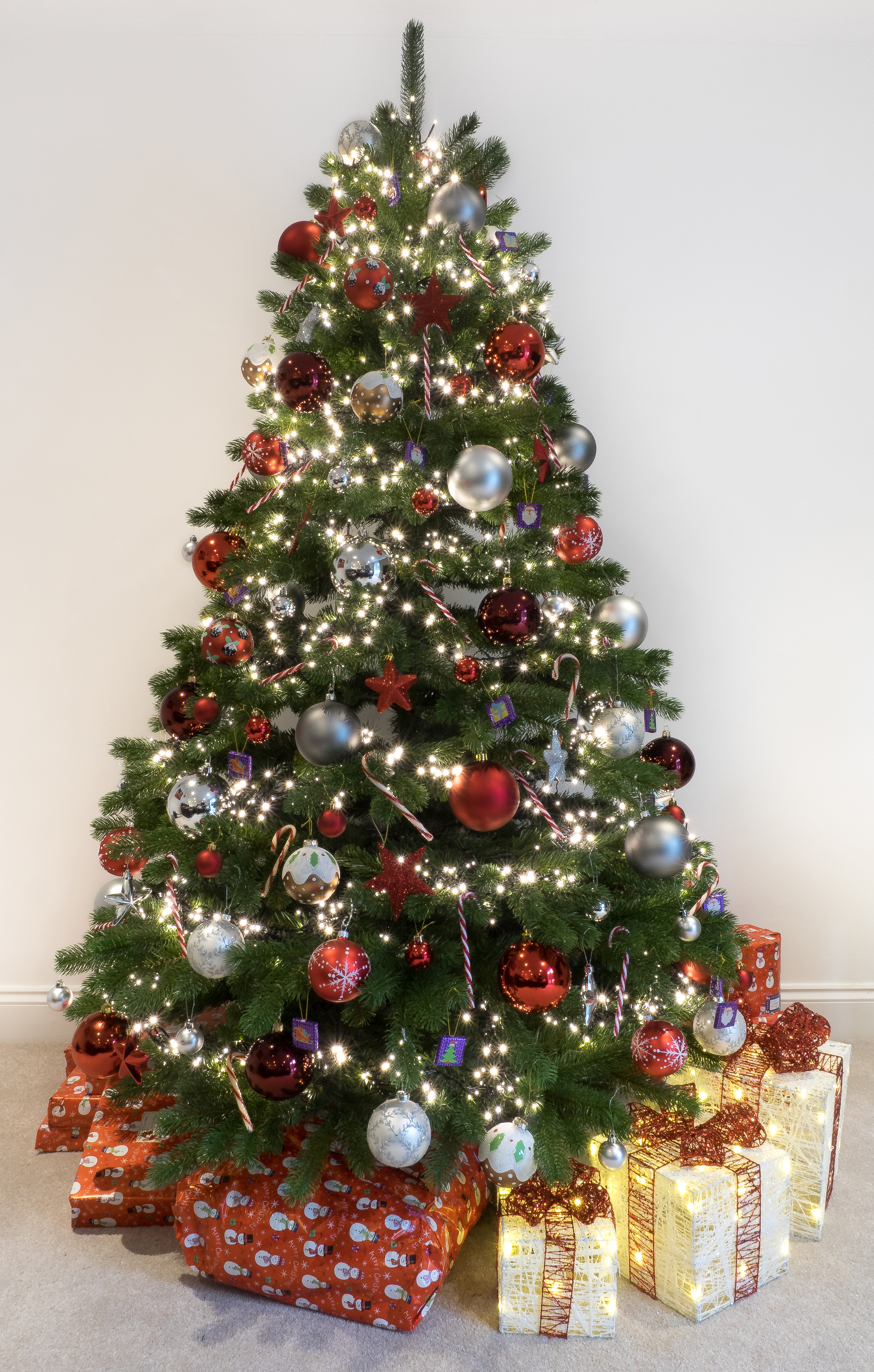
Різдвяна ялинка, прикрашена гірляндами, зірками та скляними кулями.

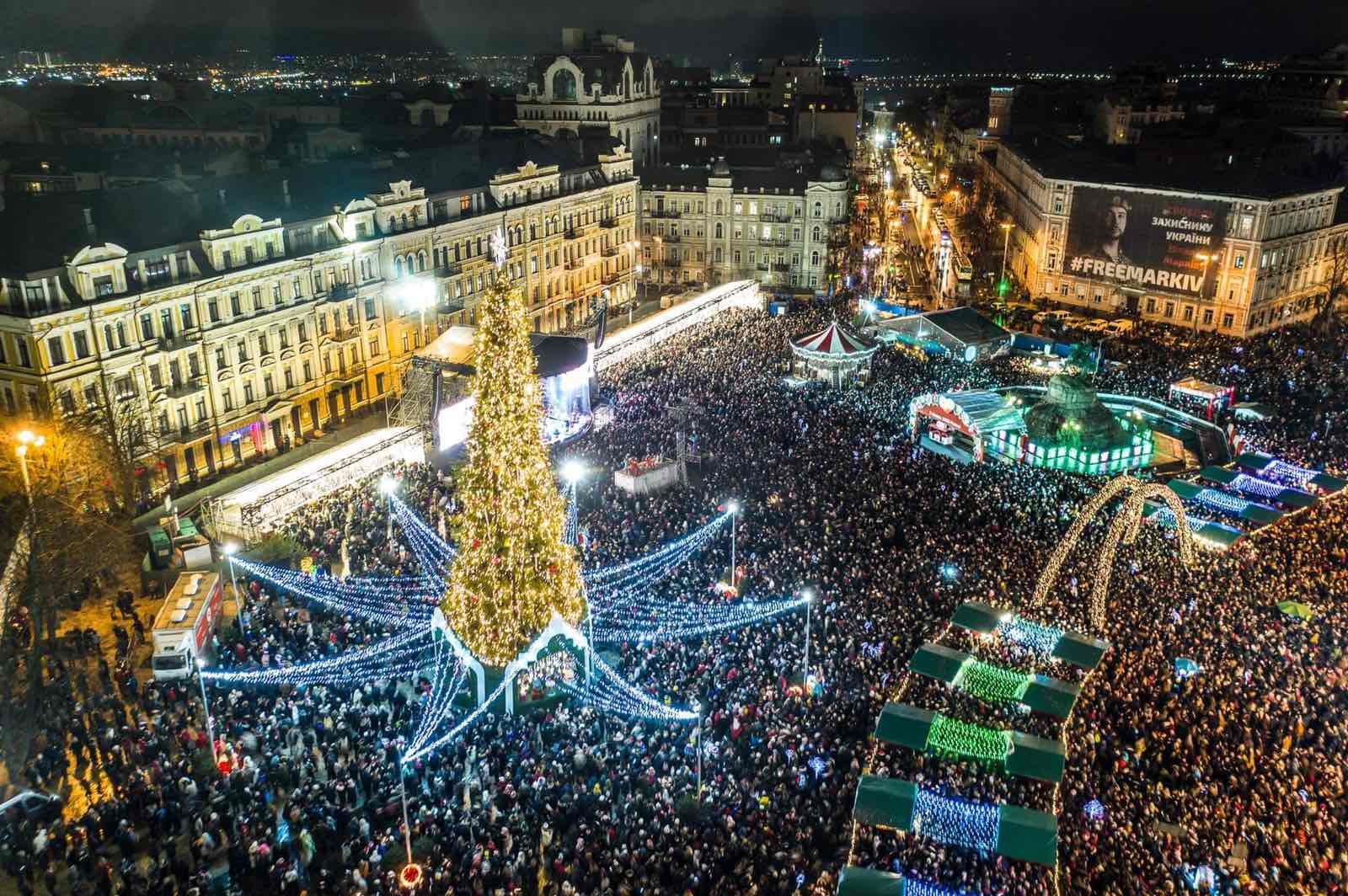
Різдвяна ялинка на Софійській площі. Київ, Україна.

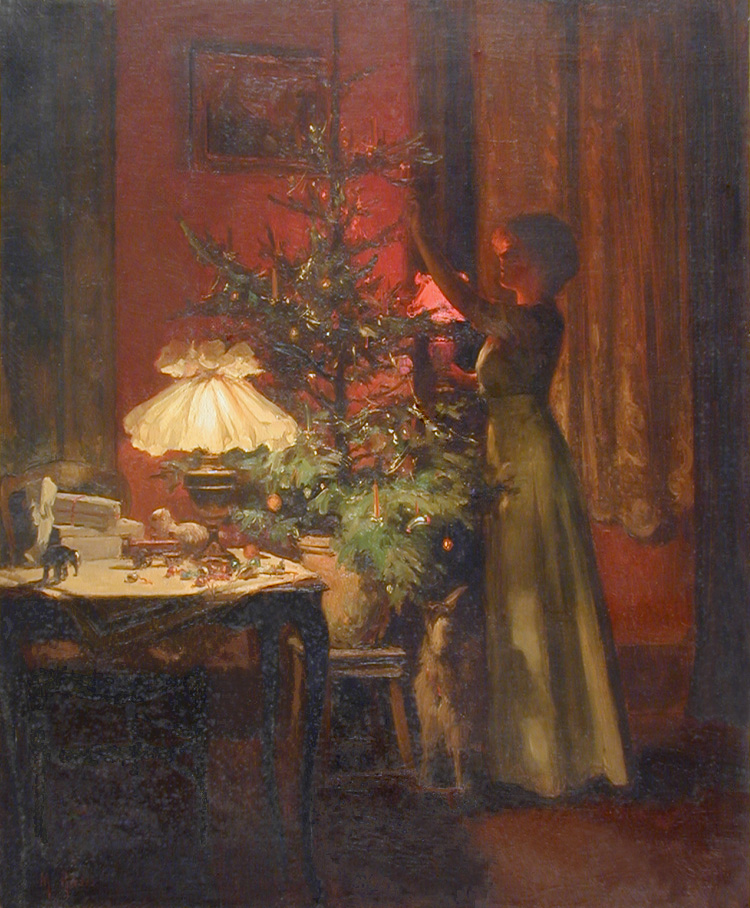
Прикрашення різдвяної ялинки., 1898

Різдвя́на яли́нка — традиційний символ святкування Різдва Христового у вигляді вічнозеленого хвойного дерева, зазвичай ялини, ялиці, або сосни, що оздоблене ялинковими прикрасами, гірляндами, свічками та іншими елементами різдвяного декору.
Звичай прикрашати ялинку на Різдво вперше з'явився у середньовічній Лівонії (сучасні Естонія та Латвія), а також на території сучасної Німеччини, де християни-протестанти приносили у свої домівки прикрашені дерева. У Німеччині, яка вважається країною, звідки походить різдвяна ялинка, вона асоціюється зі святим Боніфатієм. За межами лютеранських районів Німеччини та прибалтійських губерній, зокрема і на території сучасної України, різдвяна ялинка набула популярності у другій половині XIX століття. В Україні різдвяні ялинки традиційно відривають 5-6 грудня на день святого Миколая.

## Походження звичаю

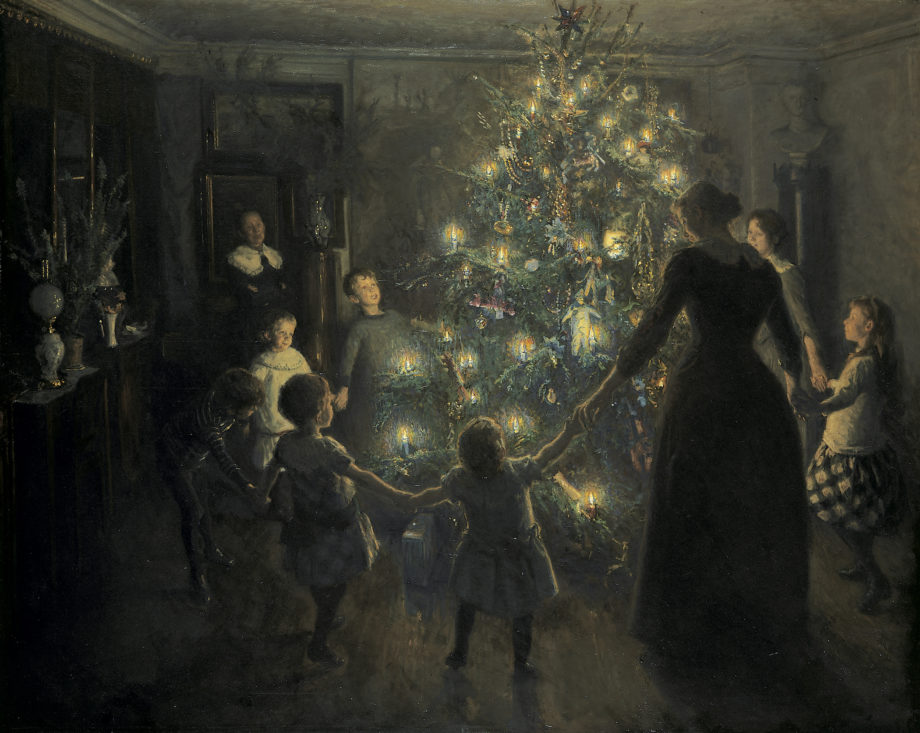
. «Світле Різдво»

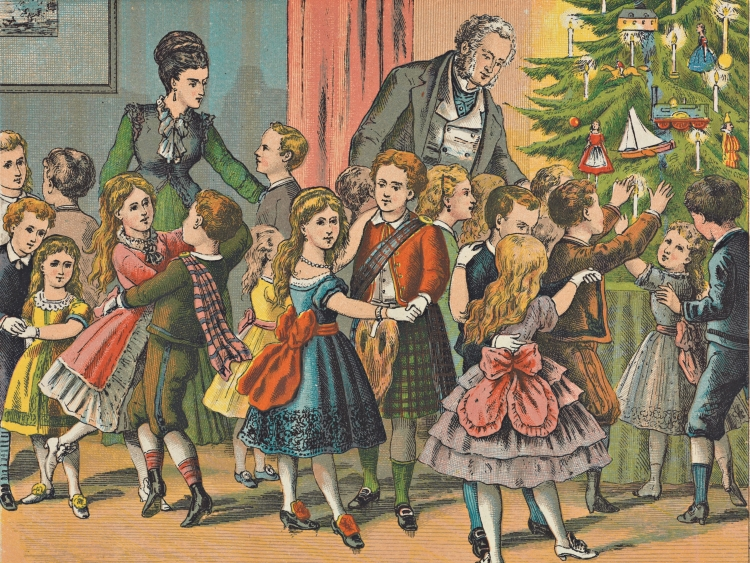
Г. Дж. Овербек «Різдвяна ялинка», 1877

### Сучасна традиція
Різдвяні ялинки виникли в епоху Відродження в Німеччині. Появу ялинки у XVI столітті іноді пов’язують з протестантським християнським реформатором Мартіном Лютером, який, за легендою, вперше додав запалені свічки до вічнозеленого дерева. У християнстві ялина спочатку символізувала «райське дерево» для вигнання Адама і Єви з раю. Це іноді зображувалося в містерії в день Адама і Єви в календарі святих, 24 грудня. В них потрібно було дерево, яке було ще зелене 24 грудня. Коли 24 грудня все більше сприймали як «Святвечір» перед Різдвом, це райське дерево зажило власним життям як різдвяна ялинка. У 1492 році церква Богоматері в Страсбурзі купила 9 ялинок для святкування Нового року парафіями. Тоді у Священній Римській імперії початок року і Різдво збігалися. Приблизно в той же час у Ризі (Латвія) існував звичай, наприклад, наприкінці різдвяного сезону виносити на ринкову площу ялинки, прикрашати їх, а потім спалювати. Є кілька джерел  15-16 століть, які пов'язують ялинки з Різдвом, зимою або Новим роком. Запис в обліковій книзі гуманістичної бібліотеки в Селесті датується 1521 роком:«Так само чотири шилінги лісникові, щоб стерегти дерева від дня святого Томаса (21 грудня)». Одна з найдавніших письмових згадок про ялинку датується 1527 роком. Можна прочитати в актах правителів Майну: «різдвяної ялинки» в Хюбнервальді в Штокштадт-ам-Майн. Наступне повідомлення про ялинку також надходить зі Страсбурга. У документі, написаному між 1642 і 1646 роками, теолог Йоганн Конрад Даннгауер лютував проти звичаю встановлювати різдвяні ялинки в будинках: «Серед інших дрібниць, щоб часто святкувати стару різдвяну пору більше, ніж Божим словом, є ще ялинка, яку ставлять вдома, яку обвішують лялечками та цукром. Звідки взялась звичка, я не знаю; це дитячі ігри". З першої половини XVIII століття  новини про ялинку почастішали. Хоча католицька церква здавна вважала вертеп більш символічним, з часом вона також перейняла звичай виставляти ялинку. До кінця 19 століття ялинка також засвідчена в католицьких регіонах Німеччини та Австрії. Першу відому різдвяну ялинку у Відні встановила в 1814 році Фанні фон Арнштейн, з Берліна. Приблизно з 1800 року до середини 20 століття  прикрашена різдвяна ялинка, яку вперше запалювали напередодні Різдва разом із подарунками під нею, була основою німецького Різдва. До Північної Америки ялинка потрапила через німецьких емігрантів і моряків. Коли англійська королева Вікторія пошлюбила Альберта Саксен-Кобург-Готського в 1840 році, ялинка потрапила в Лондон. Нідерланди, Росія, особливо Петербург і Москва, де ця традиція була поширена лише у найвищих колах, та Італія також завдячують своїми ялинками німцям. У 1837 році герцогиня Олена Орлеанська представила різдвяну ялинку в палаці Тюїльрі, пізніше внесок у її поширення внесла імператриця Євгенія. Через два десятиліття в Парижі вже продали 35 тисяч ялинок.

### Схожі традиції з минулого
Здавна в багатьох народів світу відбувалось поклоніння деревам. До прикладу, у південних слов’ян Різдво супроводжується бадняком — поліном, у якого господар урочисто, з усіма жертвопринесеннями, просить вибачення за те, що мав зрубати це дерево, за чим обсипає зерном, обмащує тістом, і приносить до хати, де його урочисто спалюють. Обряд цей є поширеним і в наші часи. Аналогічні традиції існували у Греції та західноєвропейських країнах — Франції, Іспанії та Англії (англ. Yule log).
За часів Давнього Риму на свято Сатурналії, яке святкували у грудні, храми прикрашали вічнозеленими рослинами, як плющ та падуб. З XIV сторіччя «дерево пізнання добра і зла» стало частиною святкової містерії про Адама і Єву — сценки, які розігрували у Святвечір.

## Історія

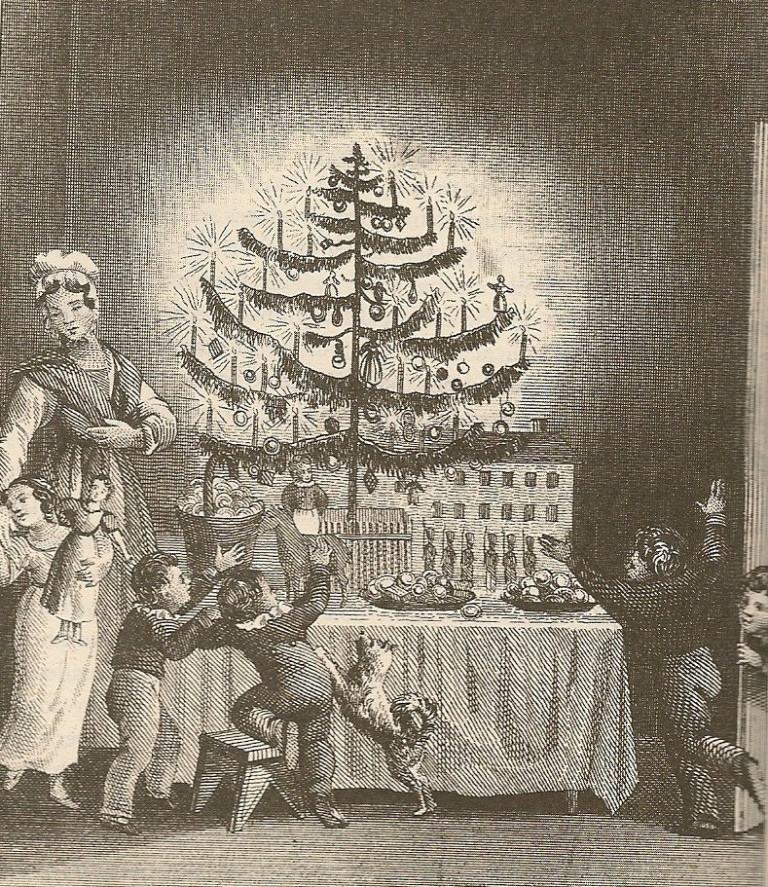
Перше друковане зображення різдвяної ялинки, обкладинка роботи «Подарунок незнайомця», Германн Бокум, 1836.

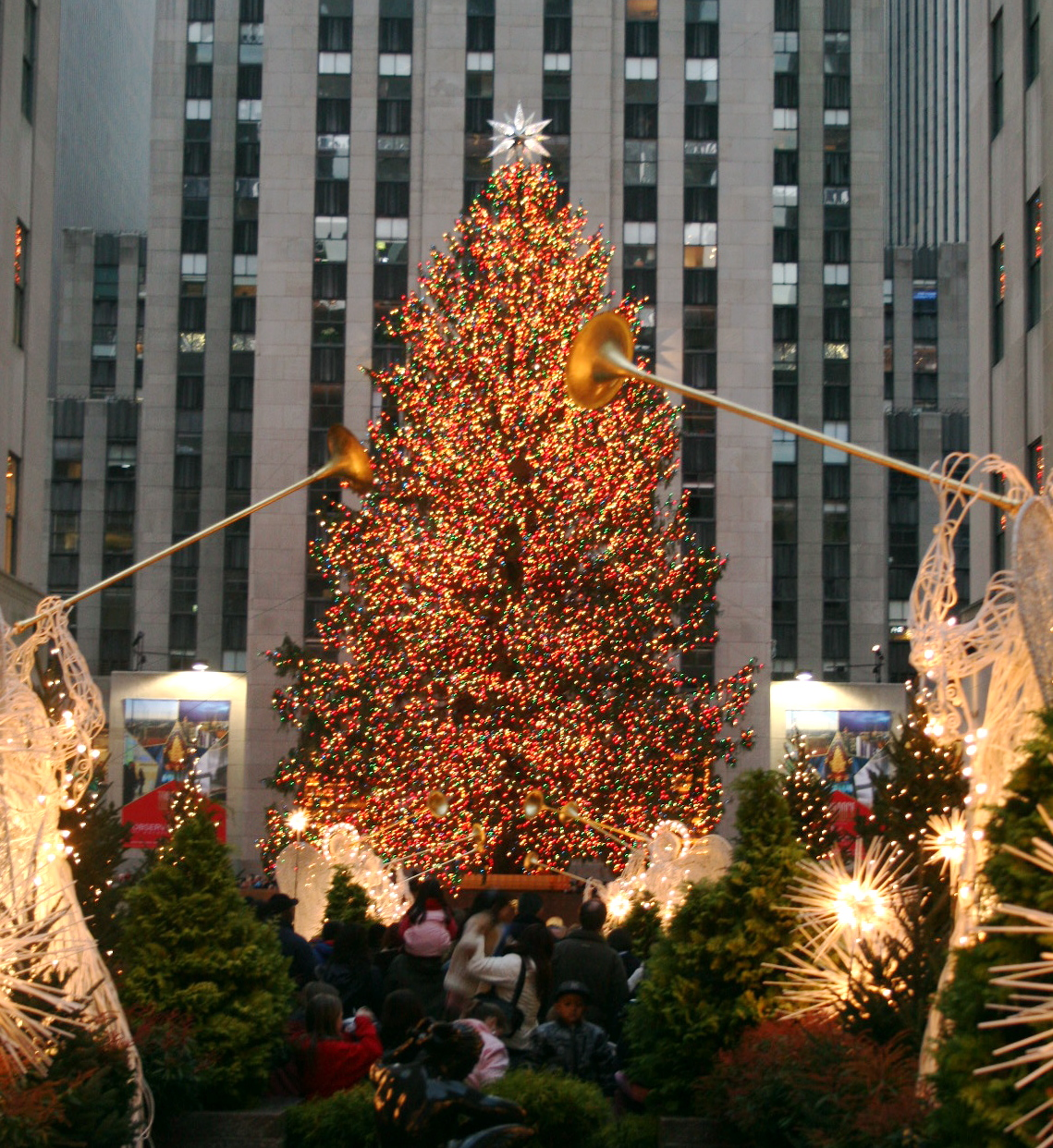

Перша документальна згадка про прикрашену на Різдво ялинку, як ціле дерево, датована приблизно 1510 роком: у Ризі ялинку (можливо кілька) встановили на ратушній площі навпроти кам'яниці Братства Чорноголових. Протягом XIX століття популярність домашніх ялинок росла в першу чергу серед владних родин Європи. І через них традиція розповсюдилася як на європейське населення, так і по всьому світі.
Традиційно, різдвяна ялинка прикрашалась «трояндами з кольорового паперу, яблуками, вафлями, мішурою, солодощами». Моравські християни першими почали освітлювати ялинки свічками, які після винайдення електрики були замінені на різдвяні вогні. Сьогодні існує вибір різноматних традиційних і сучасних прикрас, таких як гірлянди, мішура чи цукерки. На верхівці дерева розміщують янгола або зірку, що репрезентують архангела Гавриїла та Вифлеємську зірку, відповідно. Також популярні такі їстівні прикраси, як пряники, шоколад та інші солодощі, що прив’язуються до гілок дерева або підвішуються стрічками.
Католицька церква довго чинила опір цьому звичаю лютеранської церкви. Перша різдвяна ялинка з'явилась у Ватикані лише в 1982 році. Після того, як католицька церква поступово почала схвалювати цю традицію, ялинки почали урочисто вбирати у Центральній, Північній Європі, а з XIX століття — у Франції та Англії.
До України звичай ставити на свята ялинку прийшов із Західної Європи. Першу різдвяну ялинку в Одесі встановили у грудні 1811 року для різдвяного балу, який дав градоначальник Одеси та генерал-губернатор граф Еммануїл Йосипович Рішельє на честь дочки княгині Марії Наришкіної Софії. На початку XX століття більшість українських селян, для яких головним атрибутом Різдва залишався дідух, не рубала на свято ялинок, але традиція прикрашання різдвяної ялинки на Святвечір вже на той час побутувала серед заможних українців. 
У XXI столітті в Україні різдвяні ялинки традиційно відривають 5-6 грудня на день святого Миколая.
У західнохристиянській традиції, залежно від країни, різдвяні ялинки встановлюються в такі дні, як перший день Різдвяного посту або Святвечір.

## Різдвяна ялинка у мистецтві
У оповіданні українського письменника Михайла Коцюбинського «Ялинка» (читати на «Вікіджерелах»), що було опубліковане у 1891 році, розповідається про сільського хлопчика Василька, улюблене дерево якого було зрубане і продане у панський будинок, де його використали у якості різдвяної декорації.
|  | — Добридень вам, — удався він до Якима. — Чи не продали б ви, чоловіче, тієї ялинки, що росте у вашім садочку? Пани послали мене знайти дітям ялинку на святий вечір; я вже другий день шукаю і не можу знайти гарної... |

## Кампанії проти різдвяної ялинки
1916 року в царській Росії Священний синод Російської православної церкви закликав бойкотувати ялинку, що вже набула популярності, як традицію, започатковану в Німеччині, що була ворогом під час Першої світової війни.
1927 року в СРСР розпочалася антирелігійна кампанія, Різдво викреслили з радянського календаря, а Святий Миколай та різдвяна ялинка були заборонені. Ялинку більшовики вважали «буржуазним і релігійним пережитком». У 1935 році різдвяна ялинка у СРСР була офіційно відновлена під назвою «новорічна ялинка» (рос. новогодняя ёлка).

## Реалізація ялинок в Україні

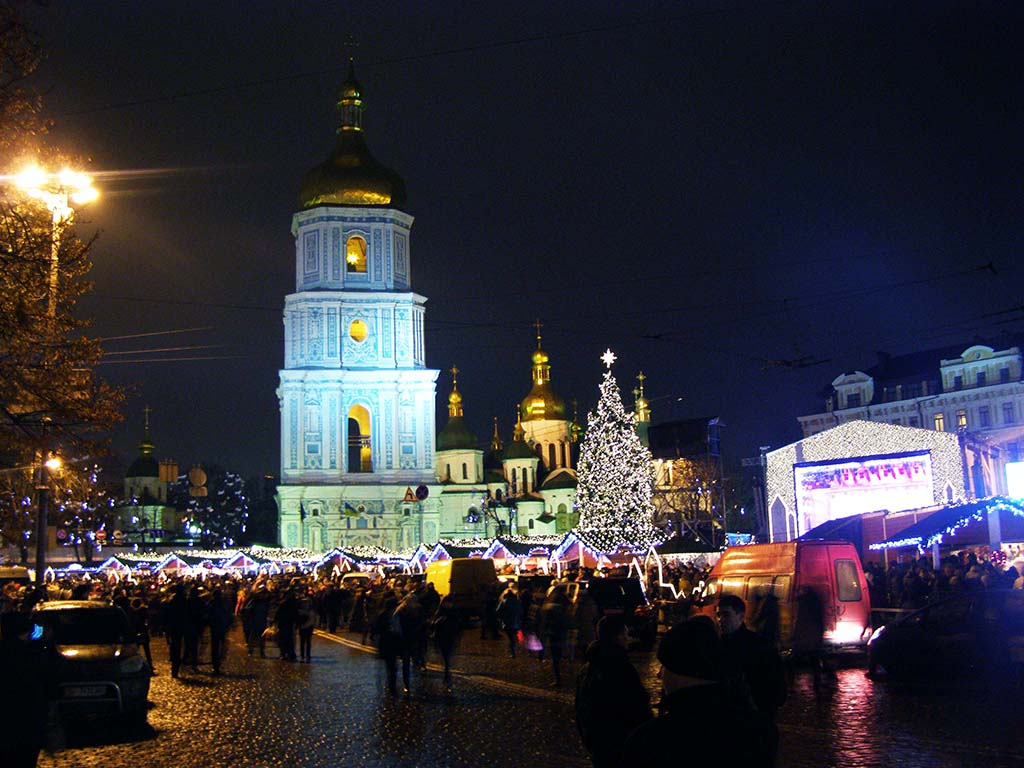
Запалення ялинки на Софійській площі в Києві, 19 грудня 2014 року

Площа ялинкових плантацій по Україні — 5 тис. га. Лісогосподарські підприємства до свята нового 2011 року можуть поставити на ринок близько 5,5 мільйонів ялинок.
В середньому державними лісгоспами в Україні щорічно реалізується близько 1 млн ялинок, які вирощені на плантаціях або заготовлені в лісових масивах під час рубок догляду.
Відпуск ялинок торговим мережам, а також населенню, відбувається в кожному лісництві будь-якого лісогосподарського підприємства і лише за наявності відпускного клейма та відповідних документів.
Гуртові та роздрібні ціни на ялинки визначаються кожним лісгоспом окремо, в залежності від попиту та ринкової кон'юнктури.

## Екологічна загроза
На сьогодні великою проблемою стало масове неконтрольоване вирубування дерев напередодні свят. Попри намагання держави контролювати ситуацію правоохоронними органами, в Україні є багато браконьєрів, що вирубують молоді ялини, відпилюють верхівки живих ялин (після чого дерева не можуть дати повноцінне потомство) та валять великі дерева, щоб відпиляти верхівку. Окрім цього, складно контролювати і лісничих, що здійснюють вирубку ялин офіційно, — вони мають спокусу вирубувати більше дерев від запланованого. Це призводить до надмірного зниження популяції та негативного впливу на генетику хвойних лісів і лісонасаджень, оскільки для продажу обирають найкрасивіші дерева.
Відтак багато громадський організацій екологічної спрямованості популяризують використання замінників вирубаних ялинок, серед яких:
- жива ялинка на подвір'ї чи вулиці
- композиція з хвойного гілля
- традиційний український дідух
- жива араукарія у горщику, що може рости у квартирі багато років[16]
- штучна ялинка.

У кінці 2008 року УГКЦ підтримала природозахисні організації та закликала вірних не купувати справжню ялинку, а користуватися штучною чи виростити і прикрашати ялинку перед власним будинком.

## Охорона ялинок
Держкомлісгосп України у передноворічний період запроваджує посилені заходи охорони та збереження хвойних лісових насаджень, ялинкових селекційних плантацій і ділянок особливо цінних хвойних порід. Організовуються спеціальні рейдові бригад із працівників лісової охорони, представників МВС та Мінприроди. В їх обов'язки входить затримка крадіїв та складання протоколів на нелегальних заготівельників ялинок. За самовільні рубки накладається адміністративний штраф у розмірі від 5 до 10 неоподаткованих мінімумів доходів громадян (85-170 грн.), а також відшкодування заподіяної лісу шкоди. Розмір шкоди вираховується відповідно до товщини стовбура нелегально зрубаного дерева і може сягати від 173 до 1607 гривень.
Перед святкуванням 2010 нового року до охорони ялинок було залучено 14 тисяч осіб, проведено 3900 рейдів, виявлено 8,5 тис. незаконно зрубаних ялинок, затримано 874 лісопорушника, сума накладених штрафів склала 782,2 тис. гривень, з яких сплачено 515 тис. грн., розмір відшкодованої шкоди сягнув 1966 тис. грн. Основним методом для збереження ялинок — є альтернативна заміна їх на штучні, адже сучасні технології дозволяють відтворити зовнішній вигляд дерева без шкоди для навколишнього середовища.

## Виноски
1. 1 2  Perry, Joe (27 вересня 2010). Christmas in Germany: A Cultural History (англ.). University of North Carolina Press. с. 32. ISBN 9780807899410. A chronicle from Stasbourg, written in 1604 and widely seen as the first account of a Christmas tree in German-speaking lands, records that Protestant artisans brought fir trees into their homes in the holiday season and decorated them with "roses made of colored paper, apples, wafers, tinsel, sweetmeats, etc." ... The Christmas tree spread out in German society from the top down, so to speak. It moved from elite households to broader social strata, from urban to rural areas, from the Protestant north to the Catholic south, and from Prussia to other German states.
2. ↑  Christmas trees were hung in St. George's Church, Sélestat since 1521:Office de la Culture de Sélestat—The history of the Christmas tree since 1521 (PDF). 18 грудня 2013. Архів оригіналу (PDF) за 18 грудня 2013.
3. 1 2  Новий рік-2024: у яких обласних центрах вирішили встановлювати ялинку. Слово і Діло (укр.). 14 грудня 2023. Процитовано 13 грудня 2023.
4. 1 2  У Києві на Софійській площі засяяла головна ялинка країни. ФОТО. Українська правда _Життя. Процитовано 13 грудня 2023.
5. 1 2  У Львові засвітили подаровану благодійниками головну ялинку міста. www.ukrinform.ua (укр.). 5 грудня 2023. Процитовано 13 грудня 2023.
6. ↑  Комісарова, Олександра (6 січня 2021). Різдво і Новий рік. Фольклористка розповіла, звідки взялись колядники. Суспільне | Новини (укр.). Процитовано 12 вересня 2021.
7. ↑  Mandryk, DeeAnn (25 жовтня 2005). Canadian Christmas Traditions. James Lorimer & Company. с. 67. ISBN 9781554390984. The eight-pointed star became a popular manufactured Christmas ornament around the 1840s and many people place a star on the top of their Christmas tree to represent the Star of Bethlehem.
8. ↑  Gillian Cooke, A Celebration of Christmas, 1980, page 62: "Martin Luther has been credited with the creation of the Christmas tree. ... The Christmas tree did not spring fully fledged into ... tree was slow to spread from its Alsatian home, partly because of resistance to its supposed Lutheran origins."
9. ↑  Дванадцять місяців 1994: Настільна книга-календар Для молодшого шкільного віку /Авт.-упоряд. Скуратівський В. Т.; Ілюстрації Козіної І. П., Мягкової О. В., Павлюк С. І. — К.: Веселка, 1993.- 192 с. ISBN 5-301-01434-X
10. ↑  Crump, William D. (15 вересня 2001). The Christmas Encyclopedia, 3d ed (англ.). McFarland. с. 386. ISBN 9780786468270. Christmas trees in the countryside did not appear until World War I, although Slovenians of German ancestry were decorating trees before then. Traditionally, the family decorates their Christmas tree on Christmas Eve with electric lights, tinsel, garlands, candy canes, other assorted ornaments, and topped with an angel figure or star. The tree and Nativity scene remain until Candlemas (February 2)
11. ↑  Елочные базары
12. 1 2  Повідомлення прес-служби Держкомлісгоспу України 2010-12-14
13. 1 2  Яка ялинка найбільш екологічна? — КліматІнфо, 26.12.2011.
14. ↑  Олег Перегон: обычай ставить живую елку изжил себя — Мост-Харьков, 07.12.2010. (рос.)
15. ↑  Экологи призывают отказаться от живых елок. Архів оригіналу за 31 грудня 2013. Процитовано 14 грудня 2010.
16. ↑  Е. Лебедева. Араукария вместо ёлки // Приусадебная газета. (рос.)
17. ↑  УГКЦ напередодні Різдва закликала відмовитися від знищення ялинки (zaxid.net, 21 грудня 2008). Архів оригіналу за 30 грудня 2013. Процитовано 31 грудня 2008.